# Eccremocarpus
Eccremocarpus ist eine Pflanzengattung innerhalb der Familie der Trompetenbaumgewächse (Bignoniaceae). Die nur drei Arten sind im tropischen Südamerika verbreitet.

## Beschreibung

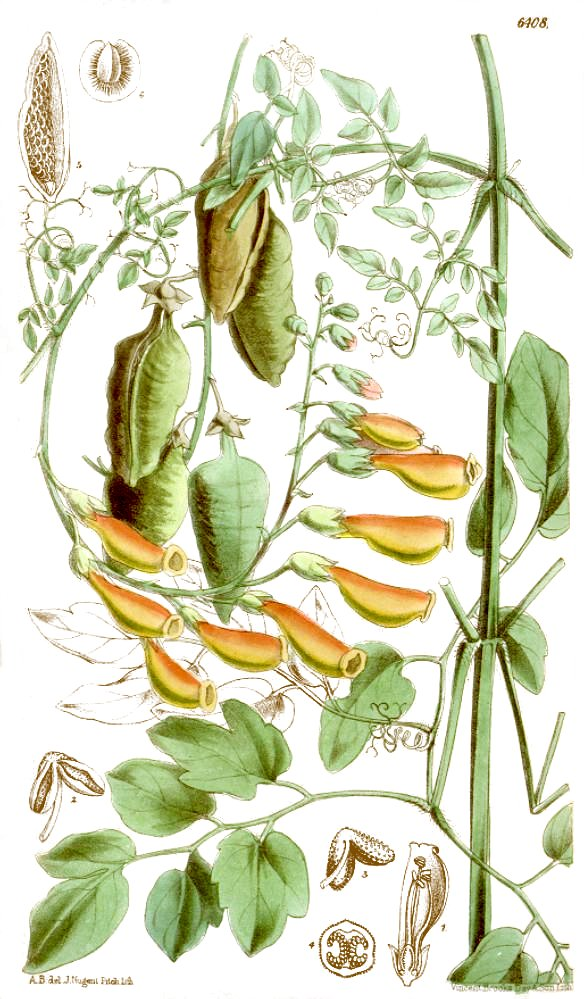
Illustration der Schönranke (Eccremocarpus scaber)

### Vegetative Merkmale
Eccremocarpus-Arten sind halbstrauchartige Kletterpflanzen, deren Stämme im Gegensatz zu vielen anderen Vertretern der Familie keinen ungewöhnlichen Aufbau des Phloems besitzen. Die Rinde der Zweige sind tief gefurcht und fein behaart.
Die gegenständig angeordneten Laubblätter sind in Blattstiel und Blattspreite gegliedert. Die gefiederten Blattspreiten sind in zwei oder drei Fiedern 1. Ordnung unterteilt. Die seitlichen Fiedern bestehen aus mehreren Fiederblättern 2. Ordnung. Das Endfiederblatt oftmals in eine mehrfach gespaltene Ranke umgestaltet ist. Es sind keine interpetiolaren Drüsen und Pseudonebenblätter vorhanden.

### Generative Merkmale
Die seitenständigen, traubigen Blütenstände enthalten Tragblätter und wenige Blüten.
Die zwittrigen Blüten sind zygomorph und fünfzählig mit doppelter Blütenhülle. Der Kelch ist glockenförmig, häutig und nicht mit Drüsen besetzt. Die röhrenförmige, häutige Krone ist rot oder orange bis gelb und mit einer grünen Spitze versehen. Die fünf nur kurzen Kronlappen sind nicht zurückgebogen und gerade. Die vier fertilen Staubblätter stehen nur leicht über die Krone hinaus. Die Staubbeutel sind unbehaart und bestehen aus geraden Theken. Der Fruchtknoten ist eiförmig, feinschuppig besetzt und besitzt eine Einschnürung an der Basis. Die Samenanlagen stehen mehrreihig in parietaler Plazentation. Der Fruchtknoten steht auf einem ringförmigen Blütenboden.
Die verholzten Kapselfrüchte sind eiförmig-elliptisch und abgeflacht und mit Korkporen besetzt. Die beflügelten Samen sind kahl.

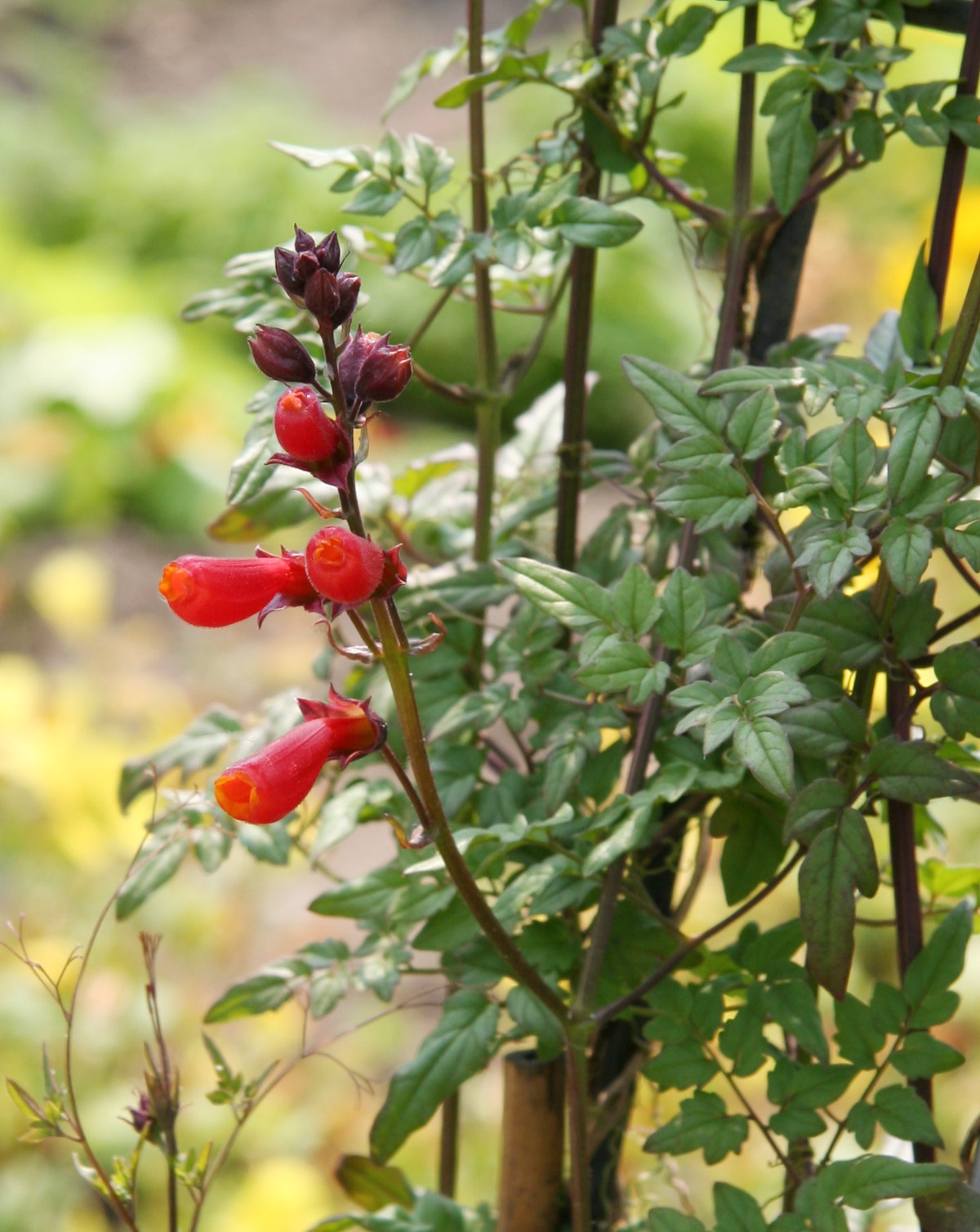
Blütenstand der Schönranke (Eccremocarpus scaber)

## Systematik und Verbreitung
Die Gattung Eccremocarpus wurde 1794 durch Hipólito Ruiz Lopez und José Antonio Pavón y Jiménez in Florae Peruvianae, et Chilensis Prodromus, sive novorum generum plantrum peruvianum, et chilensium descriptiones et icones. Madrid, Seite 90, Tafel 18 aufgestellt. Ein Synonym für Eccremocarpus Ruiz & Pav. ist Calampelis D.Don.
Eccremocarpus war früher die einzige Gattung der Tribus Eccremocarpeae Hogg. Seit 2009 ist sie die zweite Gattung der Tribus Tourrettieae G.Don.
Die Arten der Gattung Eccremocarpus kommen in Südamerika von Kolumbien bis nach Chile vor.
Innerhalb der Gattung Eccremocarpus gibt es nur drei Arten:
- Eccremocarpus huianaccapac Vargas: Sie kommt in Peru vor.[2]
- Schönranke (Eccremocarpus scaber Ruiz & Pav.): Sie kommt im östlichen Peru, in Chile und im südwestlichen Argentinien vor.[2]
- Eccremocarpus viridis Ruiz & Pav.: Sie kommt in Kolumbien, Ecuador und Peru vor.[2]

## Nutzung
Eine Art der Gattung Eccremocarpus, die Schönranke (Eccremocarpus scaber), wird als einjährig gezogene Zierpflanze genutzt und ist seit mindestens 1824 in Kultur.

## Nachweise